# Sam svoj majstor
Sam svoj majstor  je humoristična serija o Timu Tayloru, voditelju 'Tool Time', emisije o alatima i automobilima televizije Detroit te njegovoj obitelji koja će se mnogo puta ispriječiti na putu njegovog mira. Timova supruga Jill nije zadovoljna svojom trenutačnom situacijom pa pod svaku cijenu želi postati psihijatrica, iako se Timu češće čini kako je stvorena za drugu stranu psihijatrijskoga kauča. Najstariji sin Brad nada se sportskoj stipendiji, Randy je na Kostarici, gdje studira proučavanje okoliša, a najmlađi Mark je tu samo kako bi starija braća imala koga mučiti.
Čest gost Taylorovih tajanstveni je susjed, doktor Wilson Wilson Jr., koji uživa učiti o drugim kulturama i nikada mu se ne vidi cijelo lice, osim u zadnjoj epizodi. Al Borland Timov je suvoditelj, koji nikada ne odijeva ništa drugo osim flanelskih košulja, a od treće sezone ekipi će se pridružiti i atraktivna 'Tool Time' djevojka, Heidi Keppert, a Timova pomoćnica u prve dvije sezone je bila Lisa koju je glumila Pamela Anderson.